# Monoiognosis
Monoiognosis is een geslacht van Phasmatodea uit de familie Phasmatidae. De wetenschappelijke naam van dit geslacht is voor het eerst geldig gepubliceerd in 2004 door Cliquennois & Brock.

## Soorten
Het geslacht Monoiognosis omvat de volgende soorten:
- Monoiognosis bipunctata Cliquennois & Brock, 2004
- Monoiognosis spinosa Cliquennois & Brock, 2004